# 제임스 에이지
제임스 루퍼스 에이지(영어: James Rufus Agee, 1909년 11월 27일 ~ 1955년 5월 16일)는 20세기 미국의 소설가이다. 그의 자전적 소설이자 유작인 《가족의 죽음》은 1958년 퓰리처상을 수상했으며, 2005년 타임 선정 100대 영문소설, 미 SAT 권장도서, 하버드대 문학강의 텍스트에 선정되는 등 미국 현대문학의 고전 반열에 올랐다.